# Mont Gréboun
Il Mont Gréboun è una montagna di 1 944 m situata nel massiccio dell'Aïr, in Niger. Per molto tempo è stata considerata la montagna più alta del Paese.

## Geografia
Il Mont Gréboun, costituito da granito di feldspato alcalino, si trova nel settore settentrionale dell'Aïr, ai margini della distesa desertica del Ténéré. 
Attraverso di esso passa il 20° di latitudine nord. Dal punto di vista amministrativo si trova nel Dipartimento di Arlit, entro i confini del sito patrimonio dell'umanità della riserva naturale dell'Aïr e del Ténéré. La città principale più vicina a quest'area pressoché disabitata è Arlit, a circa 175 km in linea d'aria.
In linea generale l'Aïr viene descritto come un'isola di paesaggio saheliano nel mare del Sahara. Tuttavia questo non è altrettanto vero per la parte più settentrionale del massiccio, quella cui appartiene anche il Mont Gréboun, dove prevale il tipico paesaggio del Sahara. 
L'altitudine relativa della montagna, comunque, porta da sola a una diminuzione dell'evaporazione e a una riduzione dell'estrema aridità del Sahara, tanto che in alcuni punti si è sviluppata una flora di tipo prevalentemente mediterraneo, in un'area per lo più priva di vegetazione. Tra le specie presenti figura una sottospecie di olivo, l'Olea europaea subsp. laperrinei.
Dal Mont Gréboun ha origine il Témet, la valle di un fiume ormai prosciugato che scorre a sud del monte Adrar Bous (1 123 m) tra le dune del Ténéré.

## Storia
Il ritrovamento di reperti risalenti al 4000-2000 a.C. indica la presenza sul Mont Gréboun di un antico insediamento umano.
Il geologo Conrad Kilian intraprese la prima salita della montagna tra il 7 e il 9 giugno 1943. Ai suoi piedi scoprì sedimenti marini risalenti al Cretaceo. Kilian stimò l'altezza della montagna tra 1 850 e 1 875 m. Nel 1959 ebbe luogo la prima Missione Berliet, una traversata del deserto da Ouargla a Fort Lamy finanziata dalla casa automobilistica Berliet. 
Alla missione prese parte l'avventuriero Roger Frison-Roche, che scalò il Mont Gréboun e specificò l'altezza della montagna in 2 310 m. Di conseguenza, il Mont Gréboun è stato reputato erroneamente la cima più alta del Niger per lungo tempo. Sebbene nel frattempo la sua altitudine sia stata corretta a 1 944 m sulla base di nuove misurazioni (ad esempio in una mappa pubblicata nel 1976 dall'Institut géographique national di Parigi, redatta nel 1975), la revisione passò quasi inosservata. 
Fu solo a seguito di una nuova indagine del 2001 che l'Idoukal-n-Taghès, situato più a sud e alto 2 022 m, venne dichiarato indiscutibilmente come montagna più alta del Niger.